# Kia Cadenza
La Kia Cadenza è una berlina 3 volumi di grandi dimensioni prodotta dalla casa automobilistica coreana Kia Motors a partire dal 2009. Nasce come erede del modello Opirus.

## La nascita
I primi passi del Progetto VG nato per creare un'erede del modello Opirus vengono compiuti già nel 2008 con lo sviluppo e la presentazione al Salone dell'automobile di Seul della concept car Kia KND-5, una grande ammiraglia lunga circa 5,0 metri che ha avuto il compito di anticipare un buon 80% del modello definitivo. L'intero progetto è stato sviluppato sotto l'osservazione del designer Peter Schreyer il quale, dopo anni di esperienza maturati in Audi, ha avuto il difficile compito di proporre una grande vettura in grado di competere con le affermate concorrenti tedesche e giapponesi senza complessi d'inferiorità. 

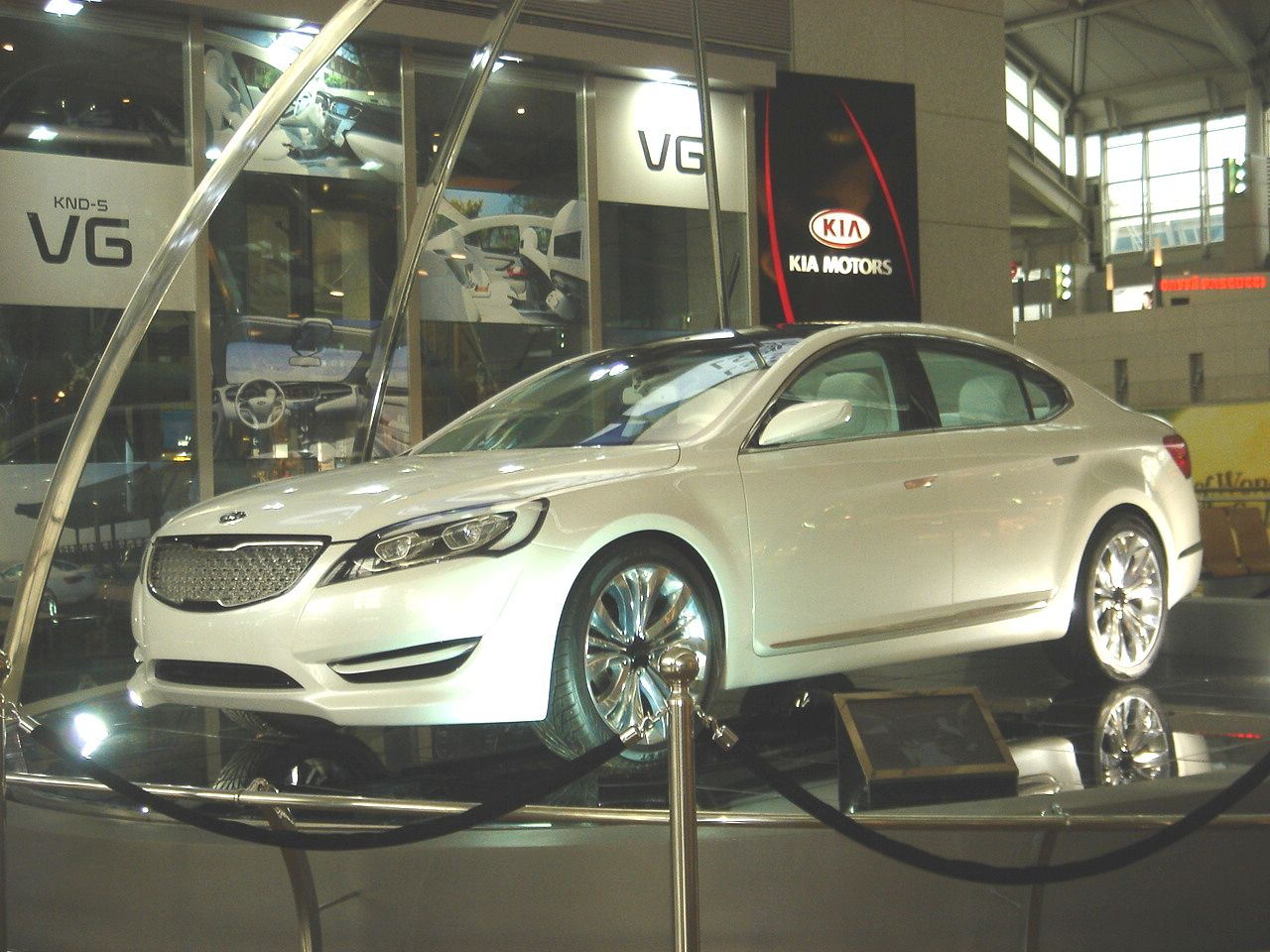
La concept car Kia KND-5

La precedente Opirus ha riscontrato un buon successo commerciale sia in America che in Asia ed era stata caratterizzata da una linea barocca che però ha riscontrato poco interesse presso il pubblico europeo; con il KND-5 si è avuta l'inaugurazione del nuovo corso stilistico che sarà intrapreso dalla casa coreana che vede privilegiare delle linee molto più spigolose e tese con nervature marcate e fiancate modellate in modo da avere una bassa resistenza aerodinamica. Dal 2008 fino all'estate del 2009 vengono eseguiti gli ultimi accorgimento al modello di produzione che sarà svelato solo nel corso del mese novembre; in particolare la vettura definitiva porterà al debutto la nuova piattaforma meccanica Type-N sulla quale nasceranno le future berline di grande taglia del polo Hyundai-Kia Automotive. Questo pianale risulta essere particolarmente flessibile poiché si adatta a numerosi stili di guida e numerose tipologie di autovetture: grazie alle sospensioni a quattro ruote indipendenti e all'ampio utilizzo di materiali leggeri quali inediti acciai ed alluminio potrà essere adattato anche per crossover e coupé. Particolare attenzione è stata dedicata alla riduzione del peso dell'autovettura, infatti la versione d'ingresso equipaggiata con un motore 2,4 litri benzina dichiara 1.575 chilogrammi, circa 130 in meno rispetto alla precedente Opirus.
La Cadenza definitiva rispetto al prototipo muta solo il disegno dei cerchi in lega e alcuni particolari degli interni; sul mercato coreano (dove è stata presentata) viene commercializzata come Kia K7 introducendo un nuovo corso di denominazioni alfanumeriche in cui la K è appunto l'iniziale del nome Kia mentre il numero 7 identifica il target di alto livello all'interno della gamma di autovetture della casa coreana. Dopo la commercializzazione in Corea l'automobile è stata esportata in Medio Oriente sotto il nome Cadenza il quale sarà utilizzato anche sui mercati europei ed americani al lancio commerciale fissato per i primi mesi del 2010 dopo l'esposizione al Salone dell'auto di Ginevra.

## Il design
Lunga 4,96 metri (circa 4,0 centimetri in meno rispetto all'Opirus) la Cadenza dispone di una linea elegante e al tempo stesso con una marcata sportività; la matita tedesca risulta di forte impatto e viene conciliata al giusto equilibrio nelle proporzioni. Il frontale viene dominato da una calandra con bordi cromati con un leggero rientro verso la zona centrale mentre il marchio della casa è stato alloggiato sul cofano motore; la fanaleria dispone di luci diurne che sfruttano la tecnologia a diodi luminosi a LED e formano un disegno molto vistoso mentre le profonde nervature che dal cofano si estendono fino ai paraurti per formare una X di grandi dimensioni conferiscono l'aria sportiva alla carrozzeria. Le fiancate invece risultano pulite ed elegante grazie alle cromature lungo le cornici della vetratura laterale, i passaruota in rilievo e la linea di cintura che risale lungo la porta posteriore contribuiscono ad ottenere un'elevata aerodinamicità dell'auto. Infine il posteriore in cui troviamo i fanali sempre a Led che culminano in una nervatura nei paraurti. Il portellone possiede un accenno ad uno spoiler mentre nella zona posteriore vi sono i doppi terminali di scarico cromati. Questo design particolarmente filante ha fruttato un coefficiente di resistenza aerodinamica pari a 0,29.
L'abitacolo interno è stato progettato in modo da sfruttare al massimo lo spazio disponibile e di garantire un notevole comfort ai cinque passeggeri; la plancia segue lo stile della carrozzeria con un andamento sinuoso e spigoli vivi, plastiche di elevata qualità e assemblaggi precisi. Il navigatore satellitare viene alloggiato al centro della plancia in posizione elevata e il monitor LCD permette anche la visione della telecamera posteriore. La scelta di plastiche dalle colorazioni chiare abbinate a delle tonalità scure o rifiniture in alluminio e radica donano un piacevole contrasto. L'illuminazione delle plafoniere interne sfrutta la tecnologia a Led che riduce i consumi e ne aumenta la durata. Il climatizzatore è automatico bizona mentre l'autoradio CD con lettore di MP3 ed ingressi Aux e USB sono di serie per tutti i modelli. I rivestimenti in pelle sono disponibili come optional insieme alla regolazione automatica dei sedili anteriori e al tetto apribile elettronicamente che (insieme al parabrezza) è in grado di filtrare fino al 99% dei dannosi raggi UV.

## La dinamica
Come da tradizione la Cadenza dispone della trazione anteriore, caratteristica che incrementa la sicurezza dell'autovettura essendo più stabile rispetto ad una trazione posteriore, penalizzando però le prestazioni sportive. I tecnici, rispetto all'Opirus, hanno prestato una maggiore attenzione proprio alla sportività: grazie alla carrozzeria realizzata con materiali leggeri e al peso ridotto sono stati ottenuti una guidabilità più briosa e delle prestazioni migliori. Tutto ciò senza penalizzare il comfort, infatti il nuovo telaio Type-N debuttato con la Cadenza sfrutta sospensioni a ruote indipendenti con braccio trasversale e montante telescopico (schema MacPherson) più barra stabilizzatrice per l'avantreno e un più raffinato Multilink a cinque bracci per il retrotreno con barra stabilizzatrice e molla elicoidale. Ammortizzatori idraulici e impianto frenante a quattro dischi con anteriori auto ventilati. Scatola di guida a cremagliera e servocomando idraulico.
Nel campo della sicurezza automobilistica l'ampio utilizzo di acciai ad alta resistenza determina una minore deformazione dell'auto in caso d'impatto, mentre per i passeggeri risultano di serie gli airbag frontali, laterali, per la testa a tendina e gli airbag per i passeggeri posteriori, il tutto abbinato ai dispositivi anti bloccaggio delle ruote motrici (ABS), il controllo elettronico della stabilità (ESP) e della trazione, l'allarme contro il superamento involontario delle linee di carreggiata e al sistema antiarretramento per facilitare le partenze in salita.
Come trasmissione la Cadenza offre il nuovo cambio automatico sequenziale a 6 rapporti sviluppato dal polo Hyundai Kia per i modelli di grandi dimensioni e in grado di ridurre i consumi di circa il 10% nella modalità Eco allungando i rapporti e facendo viaggiare il motore a minor numero di giri.

## Motorizzazioni
Rispetto alla progenitrice Opirus, la nuova Cadenza dispone come motorizzazione d'accesso di un nuovo propulsore benzina Theta II a 4 cilindri da 2,4 litri con distribuzione a 4 valvole per cilindro, doppia fasatura variabile delle valvole (D-CVVT) e iniezione elettronica (MPI) capace di erogare 180 cavalli. La coppia massima dichiarata è di 230 N·m, mentre i costi di gestione non sono molto elevati considerata la massa dell'automobile e le dimensioni: la casa dichiara una percorrenza media di 11,8 km/l.
Accanto al 2.4 viene offerto il rinnovato 2.7 V6 Mu, che grazie alla testata riprogettata e alle valvole rinforzate è in grado di essere alimentato esclusivamente a gas GPL senza cali di potenza. L'iniezione è elettronica, ma a diminuire i consumi ci pensa la doppia fasatura variabile delle valvole. Questa unità a basso impatto ambientale sarà disponibile solo per il mercato coreano, dove gode di incentivi governativi. Capace di erogare una potenza massima pari a 165 cavalli la coppia massima è di 245 N·m, assicura prestazioni solo modeste e un consumo medio pari a 8,6 km/l. Dal 2010 il 2.7 V6 Mu è disponibile anche nella versione alimentata solo a benzina in grado di erogare la potenza massima di 201 cavalli per una coppia motrice di 255 N·m, migliorando quindi sia le prestazioni sia i consumi rispetto alla versione a gas infatti la casa dichiara 11,0 km/l di percorrenza media.
Al top di gamma la Cadenza dispone del nuovo motore 3.5 V6 Lambda con basamento in alluminio e realizzato in leghe leggere. Questo 3.5 di nuova progettazione costituisce il canto del cigno per i motori della serie V6 Lambda: infatti andrà a sostituire all'interno della gamma motori del gruppo Hyundai-Kia sia il piccolo 3.3 sia il più generoso 3.8. Grazie alla doppia fasatura variabile delle valvole il 3.5 della Cadenza eroga 290 cavalli ovvero 6 cavalli in più rispetto alla precedente Opirus equipaggiata con il 3.8 V6 e dispone di una coppia motrice nettamente superiore (338 N·m) nonostante la cilindrata sia stata ridotta. Prestazioni e consumi ovviamente sono elevati, la casa dichiara 10,6 km con un litro di carburante, il tutto però risulta molto più efficiente rispetto alla progenitrice; anche sotto il profilo ambientale i nuovi propulsori emettono meno anidride carbonica rispetto al passato.